# Neoptychodes candidus
Neoptychodes candidus là một loài bọ cánh cứng trong họ Cerambycidae.